# Podmieście (gmina Gniewoszów)
Podmieście – wieś w Polsce położona w województwie mazowieckim, w powiecie kozienickim, w gminie Gniewoszów.
Miejscowość wchodzi w skład sołectwa Wysokie Koło.
W latach 1975–1998 miejscowość należała administracyjnie do województwa radomskiego.
Wierni kościoła rzymskokatolickiego należą do parafii Najświętszej Maryi Panny Królowej Różańca Świętego w Wysokim Kole.